# Torre del Reloj (Iquique)

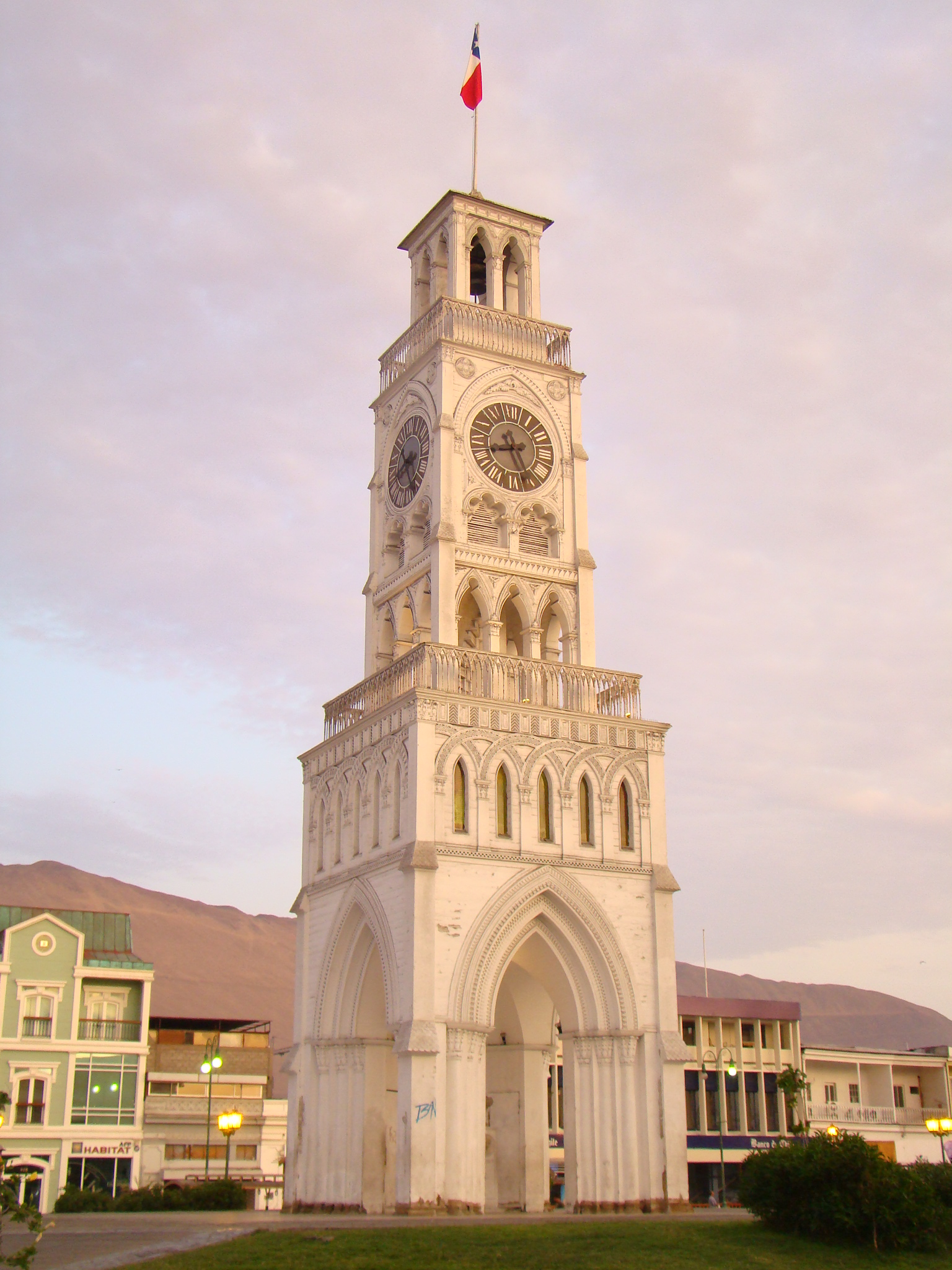
Torre del reloj de Iquique.

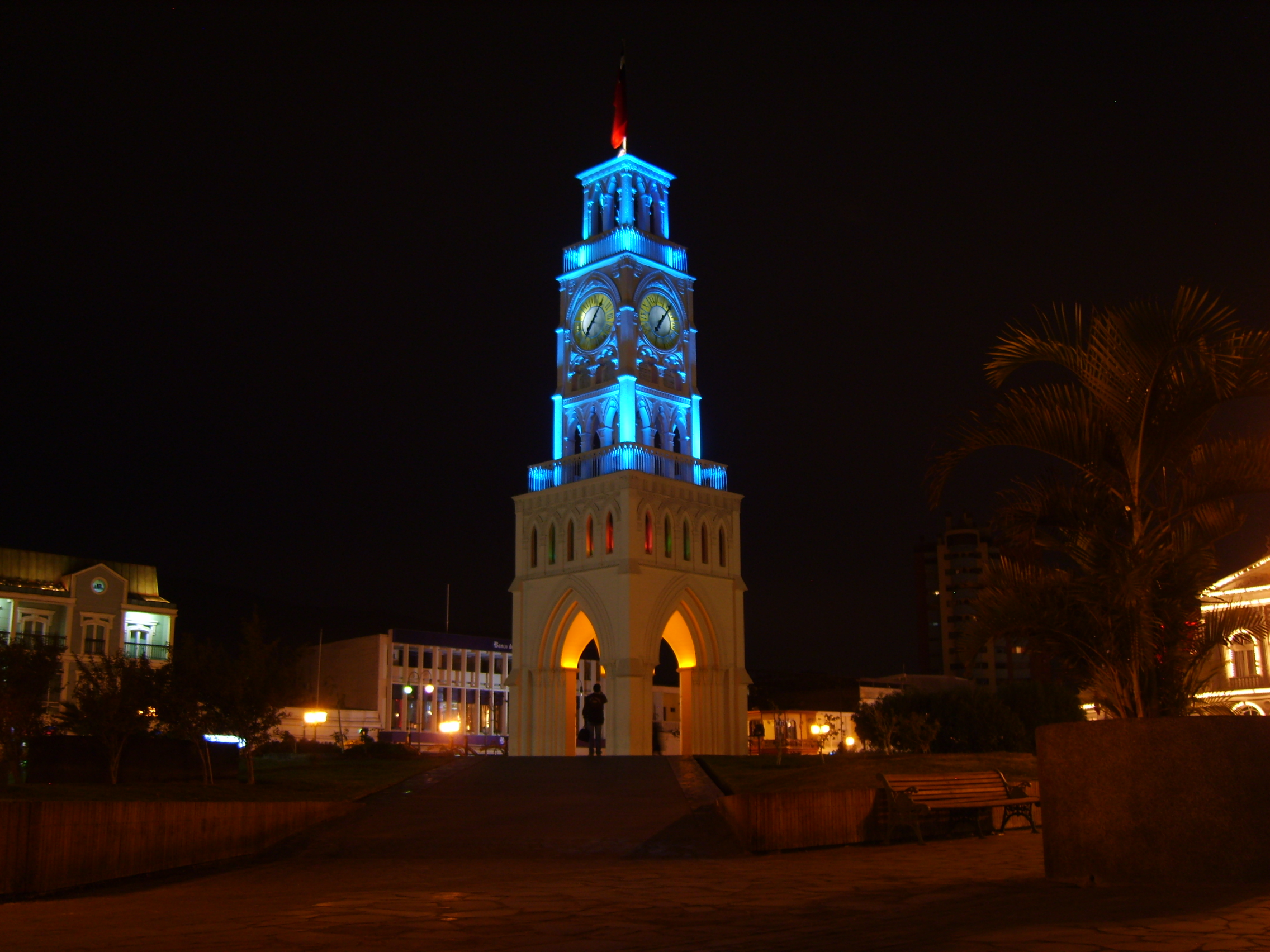

La Torre del Reloj de Iquique es una estructura ubicada en la plaza Arturo Prat de dicha ciudad, en Chile. Fue construida en 1877 —siendo Iquique territorio peruano— y su reloj fue importado desde Inglaterra.
De acuerdo a Patricio Advis, la Torre del Reloj junto a los edificios que rodean la plaza Prat —el Teatro Municipal, el edificio de la Sociedad Protectora de Empleados de Tarapacá, el Casino Español  y el Club Croata— constituye una de las expresiones urbanas más representativas del periodo salitrero.
Fue declarada monumento histórico nacional el 13 de julio de 1987.

## Historia

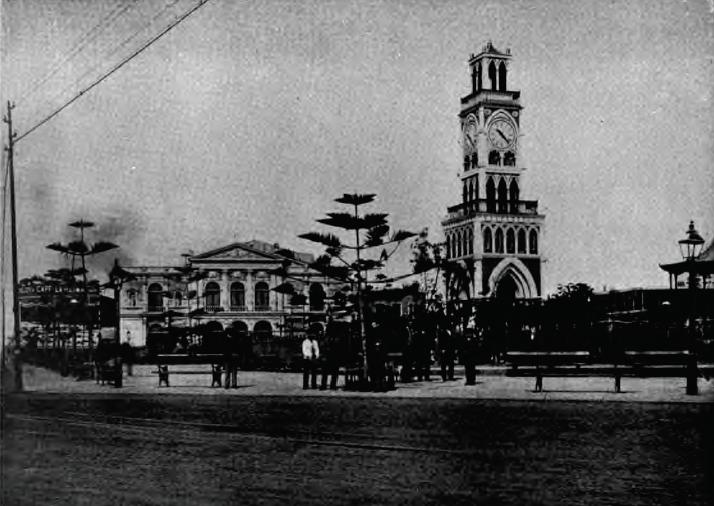
La plaza Arturo Prat en 1901.

Su construcción fue acordada por el alcalde Benigno Posada y el Consejo Gubernamental de la ciudad el 14 de diciembre de 1877, en reemplazo del reloj de la Iglesia Matriz, que había sido destruido por un incendio en 1873. 
La comisión designada para el estudio del proyecto estimó que serían necesarios 7000 soles para la adquisición del reloj, cuya compra sería finalmente pactada con el joyero Federico Franzt. El reloj de cuatro caras, que marcaba los cuartos de hora con una campana y las horas con una campana mayor,  llegó desde Inglaterra el 10 de diciembre de 1878 a bordo del vapor Ibis.
Por su parte, la torre —cuyo diseño se atribuye a Eduardo de Lapeyrouse—, se construyó durante 1878, de manera que apenas llegó la maquinaria se procedió a su instalación.  Se estima que en enero de 1879 ya estaba funcionando, alrededor de cuatro  meses antes del comienzo de la Guerra del Pacífico.
En octubre de 1880 se salvó de un incendio que destruyó gran parte del centro de Iquique. Como consecuencia, se amplió la plaza hacia el sur y el oeste, anexándole manzanas que había sido destruidas por el siniestro. La torre permanecería descentrada hasta que en 1889 una compañía del batallón Pisagua la ubicó en su posición actual, por orden del intendente Ramón Yabar.
Fue declarada monumento histórico nacional el 13 de julio de 1987.

## Características
La torre es de estilo ecléctico, combinando elementos góticos con elementos de la arquitectura islámica. El edificio presenta así arcos apuntados, angrelados y lobulados en una misma composición, evocando el arte mudéjar.
Está construida en pino oregón, está formada por tres cuerpos escalonados que alcanzan los 25 metros de altura, cada uno de ellos de sección cuadrada. La base tiene en cada una de sus cuatro caras arcos ojivales que se abren como pórticos.

## Galería de fotos

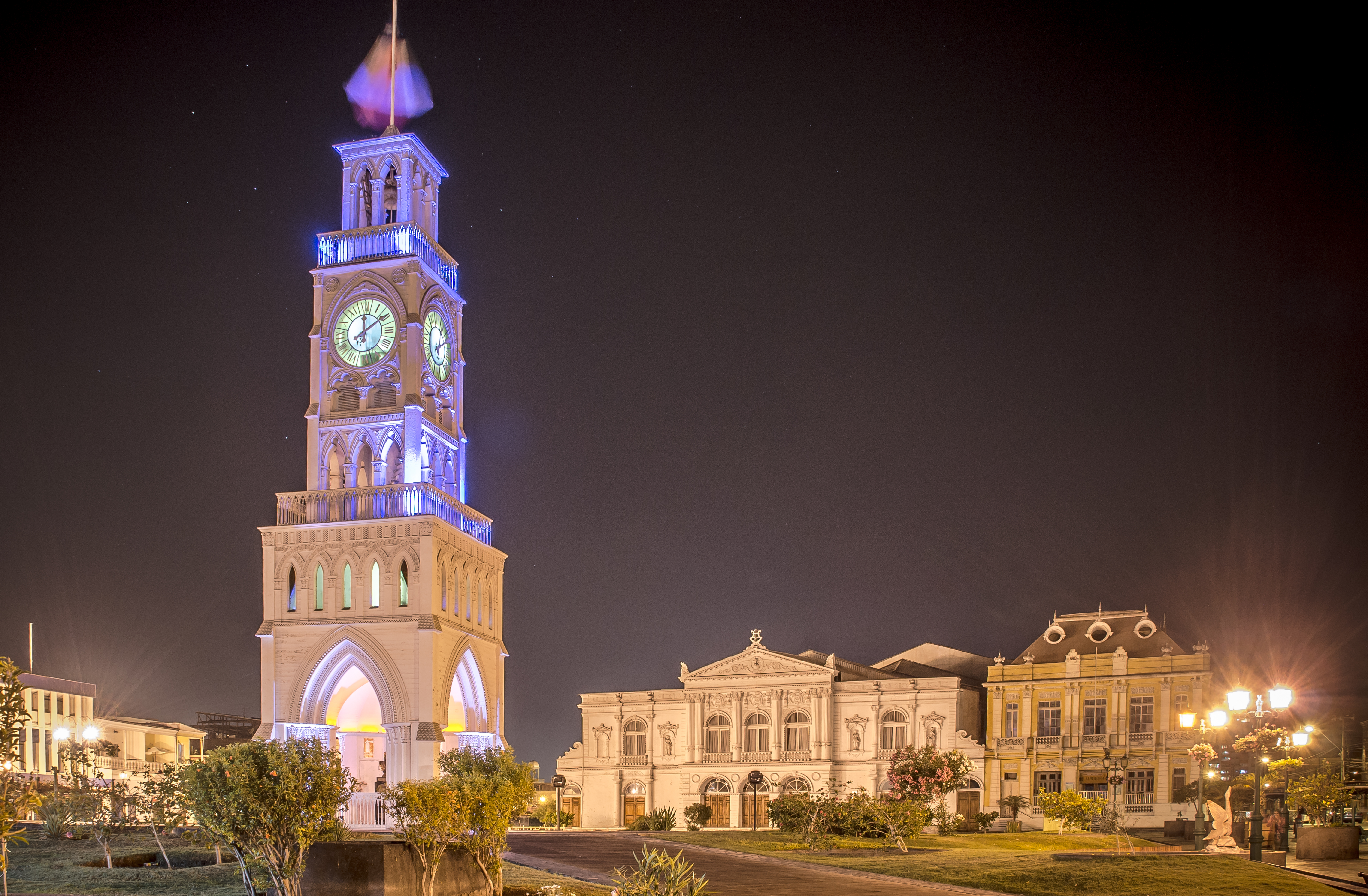
Plaza Prat y su Torre de noche